# International Lawn Tennis Challenge de 1913
O International Lawn Tennis Challenge de 1913 foi a 12ª edição do que atualmente é conhecida como Copa Davis. Os Estados Unidos sagraram-se campeões.
Como a equipe das Ilhas Britânicas venceu no ano anterior, o torneio voltou a Europa depois de cinco anos. Participaram a Australásia, os Estados Unidos e a Grã-Bretanha, além de retornar a Bélgica e participar pela primeira vez a Alemanha, a África do Sul e o Canadá. A competição aconteceu na Worple Road, antiga sede do All England Club, no distrito de Wimbledon, em Londres, na Inglaterra, entre 25 e 28 de julho.

## Grupo Mundial
|  | Quartas-de-final junho | Quartas-de-final junho | Quartas-de-final junho |                |          | Semifinais 10-12 julho | Semifinais 10-12 julho | Semifinais 10-12 julho |  |  | Final 17-19 julho | Final 17-19 julho | Final 17-19 julho |  |
|  |                        |                        |                        |                |          |                        |                        |                        |  |  |                   |                   |                   |  |
|  | Bélgica                |                        |                        |                |          |                        |                        |                        |  |  |                   |                   |                   |  |
|  |                        |                        |                        |                |          |                        |                        |                        |  |  |                   |                   |                   |  |
|  | bye                    |                        |                        |                |          |                        |                        |                        |  |  |                   |                   |                   |  |
|  |                        | Bélgica                | Bélgica                | 0              |          |                        |                        |                        |  |  |                   |                   |                   |  |
|  |                        |                        |                        | 0              |          |                        |                        |                        |  |  |                   |                   |                   |  |
|  |                        |                        | Canadá                 | Canadá         | 4        |                        |                        |                        |  |  |                   |                   |                   |  |
|  | Canadá                 | Canadá                 | Canadá                 | Canadá         | 4        | 4                      |                        |                        |  |  |                   |                   |                   |  |
|  | Canadá                 | Canadá                 |                        |                |          |                        |                        |                        |  |  |                   |                   |                   |  |
|  | África do Sul          | África do Sul          | 1                      |                |          |                        |                        |                        |  |  |                   |                   |                   |  |
|  | África do Sul          | África do Sul          | 1                      |                | Canadá   | Canadá                 | 0                      |                        |  |  |                   |                   |                   |  |
|  |                        |                        |                        |                |          |                        |                        |                        |  |  |                   |                   |                   |  |
|  |                        |                        | Estados Unidos         | Estados Unidos | 3        |                        |                        |                        |  |  |                   |                   |                   |  |
|  | França                 | França                 | Estados Unidos         | Estados Unidos | 3        | 1                      |                        |                        |  |  |                   |                   |                   |  |
|  | França                 | França                 |                        |                |          |                        |                        |                        |  |  |                   |                   |                   |  |
|  | Alemanha               | Alemanha               | 4                      |                |          |                        |                        |                        |  |  |                   |                   |                   |  |
|  | Alemanha               | Alemanha               | 4                      |                | Alemanha | Alemanha               | 0                      |                        |  |  |                   |                   |                   |  |
|  |                        |                        |                        |                | Alemanha | Alemanha               | 0                      |                        |  |  |                   |                   |                   |  |
|  |                        |                        | Estados Unidos         | Estados Unidos | 5        |                        |                        |                        |  |  |                   |                   |                   |  |
|  | Estados Unidos         | Estados Unidos         | Estados Unidos         | Estados Unidos | 5        | 4                      |                        |                        |  |  |                   |                   |                   |  |
|  | Estados Unidos         | Estados Unidos         |                        |                |          |                        |                        |                        |  |  |                   |                   |                   |  |
|  | Australásia            | Australásia            | 1                      |                |          |                        |                        |                        |  |  |                   |                   |                   |  |

### Final do Grupo Mundial
Chamada de Final no original, define a equipe desafiante para a grande final.
| Estados Unidos 3 | Worple Road, Londres, Inglaterra 17 a 19 julho de 1913 grama | Worple Road, Londres, Inglaterra 17 a 19 julho de 1913 grama           | Canadá 0 |     |       |   |   |           |
| \| \| \| \| 1 \| 2 \| 3 \| 4 \| 5 \| \| \| - \| \| ---------------------------------------------------------------------- \| ---- \| --- \| ----- \| - \| - \| --------- \| \| 1 \| \| Richard Norris Williams Bernard Schwengers \| 6 4 \| 6 2 \| 6 4 \| \| \| \| \| 2 \| \| Maurice McLoughlin Robert Powell \| 10 8 \| 6 1 \| 6 4 \| \| \| \| \| 3 \| \| Harold Hackett / Maurice McLoughlin Robert Powell / Bernard Schwengers \| 6 3 \| 6 3 \| 12 10 \| \| \| \| \| 4 \| \| Richard Norris Williams Robert Powell \| \| \| \| \| \| não jogou \| \| 5 \| \| Maurice McLoughlin Bernard Schwengers \| \| \| \| \| \| não jogou \| |                                                              |                                                                        |          |     |       |   |   |           |
| |                                                              |                                                                        | 1        | 2   | 3     | 4 | 5 |           |
| 1 | Estados Unidos · Canadá                                      | Richard Norris Williams Bernard Schwengers                             | 6 4      | 6 2 | 6 4   |   |   |           |
| 2 | Estados Unidos · Canadá                                      | Maurice McLoughlin Robert Powell                                       | 10 8     | 6 1 | 6 4   |   |   |           |
| 3 | Estados Unidos · Canadá                                      | Harold Hackett / Maurice McLoughlin Robert Powell / Bernard Schwengers | 6 3      | 6 3 | 12 10 |   |   |           |
| 4 | Estados Unidos · Canadá                                      | Richard Norris Williams Robert Powell                                  |          |     |       |   |   | não jogou |
| 5 | Estados Unidos · Canadá                                      | Maurice McLoughlin Bernard Schwengers                                  |          |     |       |   |   | não jogou |

## Final
Chamada de Challenge Round no original, define a equipe campeã. Duelo entre a campeã da edição anterior e a vencedora do Grupo Mundial.
| Grã-Bretanha 2 | Warple Road, Wimbledon, Inglaterra 25 de julho - 28 de julho | Warple Road, Wimbledon, Inglaterra 25 de julho - 28 de julho              | Estados Unidos 3 |     |     |     |     |  |
| \| \| \| \| 1 \| 2 \| 3 \| 4 \| 5 \| \| \| - \| \| ------------------------------------------------------------------------- \| ---- \| --- \| --- \| --- \| --- \| \| \| 1 \| \| James Parke Maurice McLoughlin \| 8 10 \| 7 5 \| 6 4 \| 1 6 \| 7 5 \| \| \| 2 \| \| Charles Dixon Norris Williams \| 6 8 \| 6 3 \| 2 6 \| 6 1 \| 5 7 \| \| \| 3 \| \| Charles Dixon / Herbert Roper-Barrett Harold Hackett / Maurice McLoughlin \| 7 5 \| 1 6 \| 6 2 \| 5 7 \| 4 6 \| \| \| 4 \| \| Charles Dixon Maurice McLoughlin \| 6 8 \| 3 6 \| 2 6 \| \| \| \| \| 5 \| \| James Parke Norris Williams \| 6 2 \| 5 7 \| 5 7 \| 6 4 \| 6 2 \| \| |                                                              |                                                                           |                  |     |     |     |     |  |
| |                                                              |                                                                           | 1                | 2   | 3   | 4   | 5   |  |
| 1 | Reino Unido · Estados Unidos                                 | James Parke Maurice McLoughlin                                            | 8 10             | 7 5 | 6 4 | 1 6 | 7 5 |  |
| 2 | Reino Unido · Estados Unidos                                 | Charles Dixon Norris Williams                                             | 6 8              | 6 3 | 2 6 | 6 1 | 5 7 |  |
| 3 | Reino Unido · Estados Unidos                                 | Charles Dixon / Herbert Roper-Barrett Harold Hackett / Maurice McLoughlin | 7 5              | 1 6 | 6 2 | 5 7 | 4 6 |  |
| 4 | Reino Unido · Estados Unidos                                 | Charles Dixon Maurice McLoughlin                                          | 6 8              | 3 6 | 2 6 |     |     |  |
| 5 | Reino Unido · Estados Unidos                                 | James Parke Norris Williams                                               | 6 2              | 5 7 | 5 7 | 6 4 | 6 2 |  |